# Selenaspidus louisiae
Selenaspidus louisiae är en insektsart som beskrevs av Mamet 1958. Selenaspidus louisiae ingår i släktet Selenaspidus och familjen pansarsköldlöss. Inga underarter finns listade i Catalogue of Life.